# 方駿釗
方駿釗（英語：Dave Fong Chun Chiu，1966年10月21日—），是無綫電視電視劇集監製。

## 歷年職務
無綫電視時期（1989年至現今）
- （1989年至2011年）電視劇助理編導、編導、演員。
- （2011年至現今）電視廣播有限公司晉升為電視劇集戲劇組製作部監製。

## 生平
方駿釗祖籍中山、原籍澳門，香港男性電視劇監製，他在早年分別曾加入佳藝電視、亞洲電視及無綫電視成為旗下合約藝人，一直至到1989年起，轉投無綫電視並服務至現今，再次投身TVB再在曾經一度引退、曾擔任助理編導及編導，2011年獲晉升為無綫電視監製，是現今無綫電視最長的戲劇組監製。

### 入行

#### 佳藝電視時期
1975年，方駿釗以童星演員身份而出道，並加入香港佳藝電視，曾擔任旗下演員，1978年佳藝電視倒閉後至1989年。

#### 麗的電視／亞洲電視時期
翌年獲童星出身的王書麒邀請轉投麗的電視（亞洲電視前身），至1982年為邱德根入主後經過，同年在麗的電視便易手亞洲電視後、他仍斷斷續續逐漸參與麗的電視以及亞洲電視的演出或主持人工作多年，至1989年後，方駿釗便就離開亞洲電視。

#### 無綫電視時期
1989年，隨着與亞洲電視的合約到期，他在張乾文牽線下獲無綫電視時任電視劇監製李添勝邀請，轉投到無綫電視（經紀人合約），及後方駿釗才在無綫電視擔任劇集及幕後製作人員工作而亮相。1990年，他拍攝劇集《怒劍嘯狂沙》。剛轉職無綫電視的方駿釗，其後退居幕後，曾擔任助理編導或以及編導，後於1990至2000年代後期再次轉職到戲劇組幕後人員兼晉升成為編導，除幕後工作外亦曾於電視劇及電影中客串演出。
1990年，方駿釗畢業於培僑中學、觀塘官立中學及香港理工學院的平面設計科，曾職任平面設計師。其後，他修讀中文大學校外課程學習影像拍攝，並於1990年11月投考香港無線電視第四屆助理編導訓練班，翌年正式成為助理編導及同年入讀無綫電視藝員訓練班。
1998年，方駿釗晉升為編導，參與不少著名作品，包括劉仕裕監製的《西遊記（貳）》、《茶是故鄉濃》等，徐正康監製的《棟篤神探》、《窈窕熟女》等，以及由羅永賢監製合作的《無名天使3D》、《大太監》等，而最令其開竅的是鄧萃雯、黎耀祥主演及李添勝監製的《巾幗梟雄》系列。
2011年，TVB出現挖角潮後；方駿釗晉升為監製後首部劇集《幸福摩天輪》。
2014年，方駿釗監製的《單戀雙城》、《載得有情人》收視不俗，雙雙打入年度五名。
2016年，方駿釗監製的《一屋老友記》令劇中不少演員人氣急升，成為其代表作之一。
2017年，方駿釗監製的《降魔的》系列，是TVB首部員工自發提供故事而改編的劇集。此劇播出後大獲好評，獲得GOOGLE年度搜索關鍵詞首位，是該排行榜公布以來第一部獲得年度搜索冠軍的無線劇集。雖然最後未能奪得《萬千星輝頒獎典禮2017》「最佳劇集」，但卻奪得「全球網民最喜愛劇集」。另外，此劇亦在由觀眾及網民提名及投票的民間電視大獎奪獎，包括《觀眾在民間電視大獎2017》「民選最佳劇集」及「民選最佳劇本」，以及《2017香港電視大獎》「劇集獎」及「製作獎、劇本獎」。
2018年，方駿釗監製的《跳躍生命線》是TVB首次以救護員做題材的劇集。此劇播出後收視與口碑俱佳，更奪得《萬千星輝頒獎典禮2018》「最佳劇集」。
方現今偶爾參與香港的影視作品。

## 外部連結
- 方駿釗在豆瓣上的资料（简体中文）